# Shadow Gallery
Shadow Gallery — американская прогрессив-метал группа, основанная в 1985 году.

## История
Предшественницей Shadow Gallery была хэви-метал-группа «Sorcerer», в которой с начала 1980-х оттачивали своё мастерство вокалист Майк Бэйкер, басист Карл Кэдден-Джеймс, гитарист Рон Эванс и ударник Джон Куни. Группа отличалась тем, что делала «кавер-версии» весьма непростых с технической точки зрения композиций таких исполнителей, как Ингви Мальмстин и Rush, а также обрабатывала множество классических роковых песен.
В 1985-м состав команды пополнился двумя гитаристами, Крисом Инглсом и Брендтом Оллманом, первый из которых вскоре переключился на клавишные. Примерно в это время «Sorcerer» ушли с клубной сцены и занялись подготовкой оригинального материала, музыка группы начала усложняться, все более отходя от хэви-метал клише.
В 1991-м году коллектив меняет название на «Shadow Gallery» и записывает демо, которое Куни отправляет Майку Варни, ранее проявлявшему интерес к группе. Поскольку материал группы явно прогрессировал, включая и качество аранжировок, Варни подписывает команду к свежеиспеченному прог-лейблу «Magna Carta», целью которого было заявлено привнесение свежего дыхания прогрессивного рока аудитории, ориентированной на типичную коммерческую музыку больших рекорд-компаний. Эванс, пожелавший играть более прямолинейную музыку, подаёт в отставку.
Несмотря на то, что демо-материал изначально не предназначался для издания, он настолько впечатлил руководство «Magna Carta», что оно поспешило организовать выпуск дебютного альбома. Лейбл напечатал СD, которые были выпущены только в Европе и Японии. Альбом, так и названный - «Shadow Gallery», вышел летом 1992 года. Несмотря на то, что из-за скоропостижного решения качество продюсирования не было высоким, слушатели все же смогли оценить незаурядный потенциал команды. Пластинка получила высокие оценки специалистов даже несмотря на факт использования в альбоме драм-машины, что для прогрессив-группы является по меньшей мере странным.
Группа уже начала записывать материал для их следующего альбома, когда представилась возможность для тура по Японии. В это время начались поиски дополнительного музыканта, чтобы доукомплектовать состав для живых выступлений. В марте 1993 гитарист и клавишник Гэри Веркамп входит в состав группы, вскоре превратившись из сессионного концертного музыканта в постоянного члена группы. Следующие восемь с половиной месяцев группа готовила материал и в апреле 1994-го при участии нового ударника Кевина Соферры начались сессии второго альбома. Соферра, сессионный профессионал, был призван на помощь в последнюю минуту, когда стало ясно, что все другие возможности исчерпаны. Тем же летом группа перенесла свою репетиционную базу в Нортхэмптон и оборудовала себе студию. Альбом «Carved in Stone» был завершен в апреле 1995 и попал на прилавки магазинов 11 июля того же года.
Летом 1995 года группа записывает песни для различных трибьютов - таких как «The Moon Revisited: Pink Floyd Tribute», «Tales From Yesterday: Yes Tribute», «Supper's Ready: Genesis Tribute», а в декабре берёт отпуск, поскольку Оллман направился в студию Prarie Sun в Калифорнию, чтобы записать с Майком Портным и Билли Шихэном (Dream Theater и Mr. Big соответственно) трибьют Rush. После отпуска, в начале 1996 года они работают над треками к трибьют-альбому под названием «Werking Man».
Зимой 1997-98 с новым барабанщиком Джо Неволо группа занялась подготовкой третьего лонгплея. Вышедший в сентябре 1998-го концептуальный альбом «Tyranny», посвящённый военно-политической теме, получил много тёплых отзывов от критиков и слушателей. В том же году Оллман, Кэдден-Джеймс и Веркамп участвуют в проекте Джеймса ЛаБри «Mullmuzzler». А зимой 2000-го музыканты занялись разработкой собственного материала, однако постоянно возникающие сторонние дела («Leonardo», «Explorers Club», «Ayreon») отвлекали музыкантов от творческого процесса. Диск «Legacy», вышедший в 2001 году, стал последним релизом группы, вышедшим на «Magna Carta».
В 2004 году «Shadow Gallery» заключили новый контракт с лейблом InsideOut, на котором вышел их пятый альбом, «Room V». Эта работа также была концептуальной и являлась продолжением «Tyranny». Спустя два года в продаже появился ретроспективный сборник «Prime Cuts», в который попали и ранее нереализованные треки.
Вскоре после этого команду поджидал серьёзный удар - 29 октября 2008-го в возрасте 45 лет от сердечного приступа умирает вокалист группы Майкл Бэйкер. Однако в 2009 году группа возвращается с новым альбомом «Digital Ghosts», который начал сочиняться ещё при жизни Бэйкера. Альбом выходит 26 октября на InsideOut, в качестве вокалиста на альбоме выступил Брайан Эшленд. В записи пластинки также приняли участие гостевые певцы Ралф Шипперс (Primal Fear) и Клэй Бэртон (Suspyre).

## Состав
- Гэри Веркамп — клавишные, гитара, вокал, ударные
- Брендт Оллман — гитара (электро- и акустическая), вокал
- Карл Кэдден-Джеймс — бас-гитара (в т.ч. и безладовая), вокал, флейта
- Джо Неволо — ударные
- Брайан Эшленд — вокал

### Бывшие участники
- Майк Бэйкер (1963-2008) — вокал (до 2008)
- Крис Инглс — клавишные (до 2008)
- Кевин Соферра — ударные (до 1997)

## Дискография
- 1992 — Shadow Gallery
- 1995 — Carved In Stone
- 1998 — Tyranny
- 2001 — Legacy
- 2005 — Room V
- 2007 — Prime Cuts
- 2009 — Digital Ghosts